# Shredder (personaggio)
(L'Utrom Shredder tentando di uccidere le Tartarughe Ninja, Splinter, April O'Neil e Casey Jones nella serie animata del 2003)
Shredder, alter ego di Oroku Saki, è un personaggio dei fumetti e media correlati delle Tartarughe Ninja. È il leader dell'organizzazione criminale nota come il Clan del Piede e arcinemico delle Tartarughe e del loro ratto sensei/padre adottivo Splinter.
Nel 2009, il sito web IGN ha classificato Shredder come il 39simo più grande cattivo dei fumetti di tutti i tempi.

## Biografia
Oroku Saki è nato in Giappone, secondo figlio di una benestante famiglia. Suo fratello maggiore, Oroku Nagi, entrò a far parte del Clan del Piede, una setta segreta di giustizieri ninja famosa per la sua efficienza e integrità. Attraverso questo gruppo Nagi conobbe e si invaghì di Tang Shen, una ragazza il cui amore era però rivolto soltanto ad un altro membro, Hamato Yoshi. I due contendenti divennero rivali fino a quando Nagi, reso folle, non tentò di assassinare Shen sentendosi esplicitamente rifiutato. Yoshi accorse in soccorso dell'amata, e il combattimento che ne scaturì provocò la morte dell'aggressore. Siccome per il regolamento morale del clan l'uccisione di un confratello veniva punita con la morte, Yoshi e Shen furono costretti ad imbarcarsi sul primo volo per gli Stati Uniti, nel disperato tentativo di sfuggire dalla giustizia della setta. Saki tuttavia non si arrese, e decise di vendicare la morte del fratello. Alla maggiore età, dopo un intenso addestramento, entrò a far parte del Clan del Piede, e negli anni che seguirono dimostrò ai suoi superiori un estremo coraggio e determinazione. Per questo motivo, oltre che per l'enorme fedeltà dimostrata, gli venne concesso il comando di alcuni Soldati Ninja dislocati a New York, dove gli informatori sostenevano trovarsi i due fuggiaschi.
Saki, dopo aver per così tanto tempo recitato la parte del leale guerriero, iniziò ad utilizzare gli uomini a sua disposizione per arricchirsi con il traffico di armi, lo spaccio di droga e soprattutto gli omicidi a pagamento, in cui i suoi uomini si dimostrarono particolarmente validi. Individuati Yoshi e Shen, che nel frattempo si erano sposati iniziando una nuova vita come persone normali, Saki decise di portare a termine la vendetta indossando una robusta corazza ricoperta di lame e artigli, che gli conferì lo pseudonimo di Shredder. Insieme ad un gruppo di suoi uomini, il guerriero fece irruzione nell'appartamento e uccise la donna. Quando, alla sera, il marito tornò a casa, trovò ad attenderlo Shredder in persona, che dopo avergli confidato la sua identità lo uccise sgozzandolo. Negli anni che seguirono, sfruttando corruzione e ricatti, Saki divenne uno degli uomini più influenti della città, conquistando nel frattempo il titolo di supremo capo nel Clan del Piede, che sotto la sua guida si trasformò in una organizzazione criminale di stampo mafioso.
Nel primo numero dei fumetti Shredder viene sfidato dalle Tartarughe Ninja, cui il Maestro Splinter ha ordinato di vendicare il Maestro Yoshi. Al termine del combattimento, Saki viene trafitto dalla katana di Leonardo, ed in punto di morte decide di salvare il proprio onore facendosi esplodere con una granata termica con l'intento di uccidere anche i suoi avversari. L'intervento di Donatello fa però in modo che Shredder e la bomba precipitino dal tetto su cui si svolgeva la battaglia, precipitando in un vicolo dove l'esplosione disintegra l'antagonista.
Grazie ad un particolare tipo di vermi rigeneratori creati in laboratorio dagli scienziati del clan, Saki viene riportato in vita. La sua vendetta si abbatte su Leonardo quando, nell'episodio a lui dedicato, i Soldati Ninja lo rintracciano mentre si allena per strada, e subito lo aggrediscono. Oroku Saki lo massacra arrivando quasi ad ucciderlo, e subito dopo pone l'assedio all'appartamento di April O'Neil, dove i mutanti si sono nascosti a seguito della distruzione della loro tana. L'intero edificio viene dato alle fiamme, e il Clan del Piede si convince che le tartarughe e i loro alleati siano morti. Essi sono in realtà fuggiti, prendendosi un periodo di pausa in una fattoria abbandonata del New Hampshire.
Un anno dopo, nella storia "Ritorno a New York", le Tartarughe tornarono per regolare i conti con Shredder. Leonardo affronterà Oroku Saki da solo. E dopo una dura battaglia la tartaruga decapita il cattivo, uccidendolo infine, e le quattro tartarughe decidono di bruciare il suo corpo vicino alle rive del fiume Hudson.

## Personalità
Shredder è un personaggio freddo, spietato, temuto, crudele, aggressivo, arrogante, vendicativo e senza scrupoli. La sua perfidia è pari solo alla sua freddezza, e sebbene sia un seguace del Bushidō privilegia gli interessi economici. È tuttavia un uomo forte, astuto e determinato, e finché non viene messo in pericolo il suo impero criminale rispetta ogni dovere impostogli dal codice d'onore. Per vendicare la morte del fratello Nagi si è infatti duramente allenato, diventando un guerriero dalla eccezionale maestria, e con la stessa fermezza ha educato la figlia Karai, destinata a succedergli come leader nel Clan del Piede.

## Equipaggiamento
Saki è un uomo dai tratti tipicamente orientali, sebbene piuttosto alto. In battaglia non utilizza mai armi comuni, se non in rare occasioni, e la sua artiglieria da combattimento consiste nella corazza metallica da cui prende lo pseudonimo di Shredder, traducibile appunto come "Laceratore". La divisa è composta da pantaloni color nero, stivali fasciati di porpora e da una maglia sbracciata rossa, stretta in vita da una grande fasciatura. L'elemento più vistoso dell'armatura è un elmo ornato, il quale ripara il capo e protegge i lati e il retro della testa con placche articolate. Il volto è invece celato da una maschera metallica, liscia e disadorna sul lato esterno, la quale copre tutto il viso lasciando scoperta soltanto la fascia visiva degli occhi. Shredder indossa anche grossi paraspalla muniti di cinque lame ricurve, presenti in egual numero anche sui parastinchi e sulle protezioni metalliche degli avambracci. Essendo questi strumenti di difesa, Saki utilizza per attaccare dei “guanti” composti da una fascetta in acciaio che ricopre tutta la mano, lasciando libere solo le dita. Ognuno di questi guanti è munito di due affilatissime lame sul dorso, estremamente utili per ferire i nemici anche mortalmente. Shredder usa spesso fasciarsi anche le braccia, mentre più di rado indossa un pesante mantello.
Kevin Eastman ha avuto l'idea per l'armatura di Shredder da grandi grattugie trapezoidali che ha immaginato sulle braccia di un personaggio malvagio (originariamente chiamato "The Grater" o "Grate Man", letteralmente Grattugia o Uomo grattugia). In seguito Peter Laird suggerì il nome Shredder.

## Poteri e abilità
Shredder è un maestro di arti marziali, addestrato in molte forme di combattimento corpo a corpo e nell'uso di diverse armi bianche. La sua abilità nel combattimento e nelle arti marziali è tale da riuscire a tenere testa a Leonardo, Michelangelo, Donatello e Casey Jones da solo. Affronta Raffaello in uno scontro corpo a corpo, riuscendo a sconfiggerlo grazie all'astuzia e all'inganno. Durante i vari scontri con Shredder, Raffaello ha sempre dimostrato la sua superiorità nel combattimento, ma venendo sempre sconfitto per motivi della sua irruenza e della sua scarsa analisi della situazione e dell'ambiente. Shredder è stato in grado di mettere KO persino Batman alla fine di un estenuante scontro con questi, avvenuto nella miniserie a fumetti in sei parti Batman/Tartarughe Ninja e nel suo film d'animazione Batman vs. Teenage Mutant Ninja Turtles.
Come maestro del ninjutsu, le sue abilità sono molto elevate, al di là di ciò che la maggior parte degli altri ninja potrebbe raggiungere, dal momento che si è allenato per anni e ha imparato le arti del ninjutsu proibite. È un nemico molto furtivo, che sorprende facilmente, e fu persino in grado di scivolare dietro Leonardo prima che la tartaruga dalla maschera blu potesse persino voltarsi a notare.
L'intelligenza di Shredder ha perseverato durante le sue varie apparizioni e, in diversi casi, si sostiene che abbia il QI di un genio. Cerca modi per creare un esercito migliore, come far addestrare le persone a essere ninja, usare la tecnologia aliena e fare mutanti per distruggere almeno il suo nemico più odiato. Istruito nelle arti della guerra, Shredder è un eccellente tattico e un esperto di intimidazione e comando. Grazie alla sua conoscenza commerciale è stato in grado di trasformare il Clan del Piede da un vecchio gruppo di ninja caduto in un'organizzazione criminale internazionale. Shredder è in grado di fare affari con criminali come i Dragoni Viola, Tiger Claw, Ivan Steranko, Don Vizioso, eccetera. Fin dalle sue prime apparizioni Shredder, oltre a mostrare la sua intelligenza, è presentato come un individuo estremamente astuto e descritto da Splinter come l'avversario più pericoloso che abbia mai affrontato.
Ha abilità fisiche e atletiche piuttosto sorprendenti per un essere umano. È molto più forte della persona media, in quanto può sollevare il peso di Splinter con un solo braccio. È abbastanza in grado di resistere ai colpi ricevuti dai nemici, comprese le Tartarughe. Nonostante sia un uomo di notevole volume, ha dimostrato di essere più agile e veloce delle Tartarughe Ninja e di Splinter. Dopo il loro primo combattimento con lui, sia Michelangelo che Donatello hanno commentato la sua velocità, con quest'ultima affermando "era come se fosse dappertutto contemporaneamente". Ha grandi capacità acrobatiche e può anche saltare più in alto dell'atleta medio.

## Differenti incarnazioni

### Televisione
- Tartarughe Ninja alla riscossa (serie animata): Nella prima serie animata, come per gli altri personaggi e per la totalità degli eventi, anche Shredder subisce un radicale mutamento, trasformandosi nel divertente antagonista di un cartone animato adatto principalmente a bambini. Viene accompagnato spesso dai due tirapiedi Rocksteady e Bebop, nel ruolo di spalle comiche che creano continuamente problemi e situazioni ridicole nelle quali viene coinvolto lo stesso Shredder. Le caratteristiche fisiche non subiscono molti cambiamenti, salvo l'introduzione di un mantello come elemento caratteristico. In questa serie compaiono sua madre Myoko Saki, ex delinquente (che all'inizio approva il fatto che il figlio sia un criminale e prova a lavorare con lui, anche se con atteggiamento comicamente autoritario nei confronti del figlio) e suo fratello minore Kazuo Saki, che è tenente di polizia a Tokyo e alleato delle tartarughe.
- Tartarughe Ninja: l'avventura continua: Nel telefilm delle Tartarughe Ninja, Shredder ha un ruolo molto marginale, e compare solo in pochi episodi. Indossa qui una divisa nera aderente, corredata da corazza di metallo leggermente ispirata a quella originale. Nel primo episodio viene sconfitto da Venus (che fa riemergere la personalità del giovane stesso, costringendolo a provare orrore per le cose che ha fatto), e riappare poi successivamente come un barbone poiché il suo clan è stato distrutto anche se è ancora in possesso di un talismano appartenuto al maestro Yoshi.
- Tartarughe Ninja (serie animata): Oroku Saki viene presentato come un freddo miliardario, stimato dagli ignari cittadini di New York, ma in realtà spietato, crudele, senza scrupoli e assetato di potere. Porta i capelli a mezzocollo e indossa di frequente abiti tradizionalmente orientali. Grande spessore viene dato alle origini della sua armatura, composta da un misterioso metallo analogo a quello della leggendaria Spada di Tengu, di cui il Clan del Piede entrerà in possesso nel corso degli episodi. Infine, nel corso della serie si scoprirà che questo Shredder, in realtà, è un criminale alieno Utrom di nome Ch'rell, in cui è l'antagonista principale delle prime tre stagioni e del film d'animazione. Ce ne sono stati altri due dopo di lui: uno è il Tengu Shredder (antagonista principale della quinta stagione), e l'altro è il Cyber Shredder (antagonista principale della settima ed ultima stagione). Questo Shredder è particolarmente diverso, rispetto a quello originale.
- Teenage Mutant Ninja Turtles - Tartarughe Ninja: In questa serie, Shredder è più fedele alla sua controparte fumettistica. È estremamente spietato con i suoi scagnozzi se questi falliscono, ad esempio con DogPound, e si alleerà con la razza aliena Kraang dopo aver scoperto che anch'essi sono nemici delle Tartarughe. In passato Shredder si chiamava Oroku Saki ed era il migliore amico di Hamato Yoshi (futuro Splinter). Infatti i due si volevano bene come fratelli, ma l'amore per la stessa donna, Tang Shen, li divise e diventarono rivali, contendendosi le sue attenzioni, finché Sheng non scelse Yoshi e lo sposò, avendo da lui una figlia, Miwa. Saki però li trovò e sfidò Yoshi nella sua stessa casa; durante lo scontro scoppiò un incendio nel quale i due sopravvissero, anche se Saki rimase orribilmente sfigurato (motivo per cui porta una maschera di ferro, che si toglie solo nell'ultimo episodio della prima stagione), Tang Shen morì e Miwa scomparve. Si scoprirà che quest'ultima è stata in realtà rapita da Shredder per far soffrire Yoshi e secondariamente per crescerla come figlia sua e addestrarla nel ninjitsu; questo lei non lo sa perché, come le ha raccontato Shredder, crede che sia Hamato Yoshi il vero assassino di sua madre quando invece è accaduto l'esatto contrario. Lentamente, Leonardo le farà vacillare la fiducia che ripone in Shredder fino a farle scoprire chi è realmente e, ribellatasi a Shredder, lo tradisce alleandosi con le Tartarughe.
- Rise of the Teenage Mutant Ninja Turtles - Il destino delle Tartarughe Ninja: In questa serie animata reboot, era un uomo posseduto dall'armatura demoniaca di Kuroi Yoroi che ingoiava la sua anima. Shredder terrorizzò il Giappone fino a quando non fu sconfitto dagli antenati di Splinter con la sua armatura spezzata e sparsa in tutto il mondo per impedirne il suo ritorno. Il Barone Draxum e i soldati del Clan del Piede stanno cercando i frammenti del Kuroi Yoroi per rimontarlo e resuscitare il malefico Shredder.

### Film
- Tartarughe Ninja alla riscossa (film): il film mantiene la storia originale del personaggio. Oroku Saki e Hamato Yoshi erano artisti marziali rivali in Giappone ed entrambi amavano una donna di nome Tang Shen. Questa amava Yoshi e lo convinse a non combattere Saki, fuggendo in America. Saki li seguì per vendetta e li uccise nella loro casa in costruzione. Durante l'omicidio di Yoshi, Splinter gli causerà delle cicatrici sul volto costringendolo così a tenere la maschera. Saki, divenuto Shredder, fonda un ramo americano del Clan del Piede. Con l'aiuto del suo secondo in comando Tatsu, manipola e recluta adolescenti problematici come leader brutale ma machiavellico e figura paterna, insegnando loro il ninjitsu per trasformarli in abili ladri e assassini. Ordinando di uccidere April O'Neil quando riferisce del collegamento al Clan del Piede alla recente criminalità organizzata a New York, scopre l'esistenza delle Tartarughe Ninja. Fa rapire Splinter tenendolo prigioniero nel suo magazzino, e ordina al Clan del Piede di dare la caccia alle Tartarughe. Quando fallì, Shredder picchia Splinter mentre lo interroga su come le Tartarughe hanno imparato a combattere. Dopo che le Tartarughe hanno sconfitto il Clan del Piede in un assalto finale, Shredder le affronta su un tetto e le sconfigge con le sue abilità superiori. Poi minaccia di uccidere Leonardo con il suo yari. Splinter, liberato da Danny e Casey Jones, interviene e rivela a Shredder che si sono conosciuti anni fa, poiché era l'animale domestico di Hamato Yoshi. Shredder si toglie la maschera, rivelando le sue cicatrici facciali e minaccia di impalare Splinter, che però risponde con un nunchaku di Michelangelo per farlo cadere in un camion dell'immondizia parcheggiato di sotto, con Jones che attiva il meccanismo di compattazione, apparentemente uccidendolo.
- Tartarughe Ninja II - Il segreto di Ooze: in questo sequel, Shredder è ancora vivo e rivitalizza il Clan del Piede. Poi rapisce il ricercatore Jordan Perry e userà l'ooze (il liquido mutante) per creare i suoi mutanti, Tokka e Rahzar, rispettivamente una tartaruga azzannatrice e un lupo bruno rubati. Sebbene inizialmente infuriato per la loro intelligenza infantile, presto la gioca a suo vantaggio manipolandoli come genitore surrogato. Quando questi falliranno userà l'ultima fiala dell'ooze su sé stesso trasformandosi, ma finirà schiacciato sotto il porto a causa dei danni fatti da lui stesso.
- TMNT: Nel prologo del film viene affermato che Shredder è già defunto, ucciso dalle Tartarughe Ninja, e ciò fa presupporre un ulteriore collegamento con la serie animata. Non compare quindi nella vicenda cinematografica, ma è presente in un flashback, e la sua corazza si presenta come un ibrido tra quella del fumetto e quella della serie animata.
- Tartarughe Ninja (film): Inizialmente, Shredder avrebbe dovuto essere l'alter ego di Eric Sacks in questo film e quindi interpretato dall'attore americano William Fichtner. Ciò ha tuttavia causato una grande reazione negativa da parte dei fan, visto che il personaggio ne sarebbe uscito completamente diverso. Per tale ragione, in post-produzione, sono state girate scene che mostrano l'attore giapponese Tohoru Masamune a interpretare Shredder, che risulta essere un personaggio a parte da Sacks. In questo film, Shredder controlla la città di New York grazie al Clan del Piede e allo stesso Sacks. La sua armatura, inoltre, non è una corazza ma un'armatura robotica, munita di molteplici lame magnetiche. Anche tale elemento ha suscitato non poche polemiche da parte dei fan e ha contribuito all'insuccesso del film. Motivo per cui, nel sequel del 2016, Shredder torna ad indossare un'armatura più tradizionale da ninja. Ad interpretarlo nel sequel è l'attore giapponese Brian Tee, fan dichiarato della serie animata del 2003.
- Batman vs. Teenage Mutant Ninja Turtles: Shredder è uno dei due antagonisti principali del film animato crossover del 2019, assieme con Ra's al Ghul, il capo della Lega degli assassini (in questa pellicola da un'ispirazione alla storia a fumetti, Batman/Tartarughe Ninja). Durante le sue azioni malvagie, invece di affrontare le stesse tartarughe, dovrà vedersela con il Cavaliere Oscuro di Gotham City, Batman. Nella scena finale dopo i titoli di coda, si scopre che è sopravvissuto all'esplosione dell'Ace Chemicals, ma ora assomiglia fortemente al Joker dopo essere caduto nella vasca del suo stesso veleno che inizia a ridere in modo maniacale.